# Diathrausta griseifusa
Diathrausta griseifusa là một loài bướm đêm trong họ Crambidae.